# Święty Brykcjusz
Święty Brykcjusz (ok. 370 – 444) – biskup Tours, święty Kościoła katolickiego, następca św. Marcina.
Wedle przekazów był sierotą. Miał zostać uratowany przez św. Marcina i umieszczony w klasztorze w Marmoutier. Później sam św. Marcin miał przepowiedzieć, że Brykcjusz zostanie jego następcą. Klerykom, którzy byli sceptyczni wobec tej kandydatury (Brykcjusz był znamy ze swego porywczego charakteru), miał odpowiedzieć, że "skoro Jezus mógł pogodzić z Judaszem, to ja z pewnością pogodzę się z Brykcjuszem".
Brykcjusza oskarżano o niemoralne prowadzenie się, rozwiązłość i posiadanie nieślubnego dziecka. Zakonnica służąca w domu biskupa jako praczka urodziła bowiem dziecko. Wierni zagrozili mu ukamienowaniem w razie, jeśli nie opuści miasta. Wówczas wedle legendy miesięczne niemowlę, które miało być jego dzieckiem, miało przemówić w jego obronie mówiąc "Nie jesteś moim ojcem". Ludność Tours nie uwierzyła w cud i miała wołać do Brykcjusza "Nie będziesz już dłużej rządził nami pod fałszywym imieniem pasterza". Św. Brykcjusz włożył w swój płaszcz żarzące węgle i "zaniósł je na oczach ludu na grób św. Marcina. Po wyrzuceniu ich na mogiłę ukazał niespalone szaty, mówiąc, iż tak jak biret nie został spalony przez ogień, tak jego dusza nie jest przepełniona grzechem".
Pojechał do Rzymu, gdzie przez papieża Zozyma został oczyszczony z zarzutów. Przebywał w Rzymie siedem lat, po czym przybył do wioski pod Tours. Po śmierci wybranego w międzyczasie w jego miejsce Armentiusa lud przyjął Brykcjusza z powrotem. Kierował on biskupstwem przez kolejne siedem lat. Zakładał nowe wspólnoty chrześcijańskie i zbudował kościół ku czci św. Marcina. Jego relikwie zostały przeniesione przez Grzegorza z Tours (który w "Historii Franków" opisał losy Brykcjusza) do Clermont-Ferrand. Z czasem wywieziono je do Pawii i złożono w bazylice św. Michała.
Jest przedstawiany w stroju biskupa wraz z niemowlęciem w kołysce. Czczony jest jako patron od chorób podbrzusza i sędziów. Spośród państw Europy w Niemczech istnieje 20 kościołów pw. św. Brykcjusza, Francji – 18, Belgii – 10, Austrii – 3, Luksemburgu – 2 i w Polsce jeden.